# امامزاده قاسم (بابل)
آستانه امام‌زاده قاسم نوه امام سجاد ع (نزد اهالی محلی مشهور به آستانه) یکی از آثار تاریخی کهن بابل است. این بنا در مرکز شهر بابل و در محلهٔ «آستانه» بابل جای دارد.
محمد عمادی حائری بر اساس شواهد و قرائن و استناد به منابع کهن معتبر نشان داده است که این مزار احتمالاً متعلق به «ابوالقاسم حمزه» است که با پنج واسطه به علی بن حسین، امام چهارم شیعه، نسب می‌رساند.

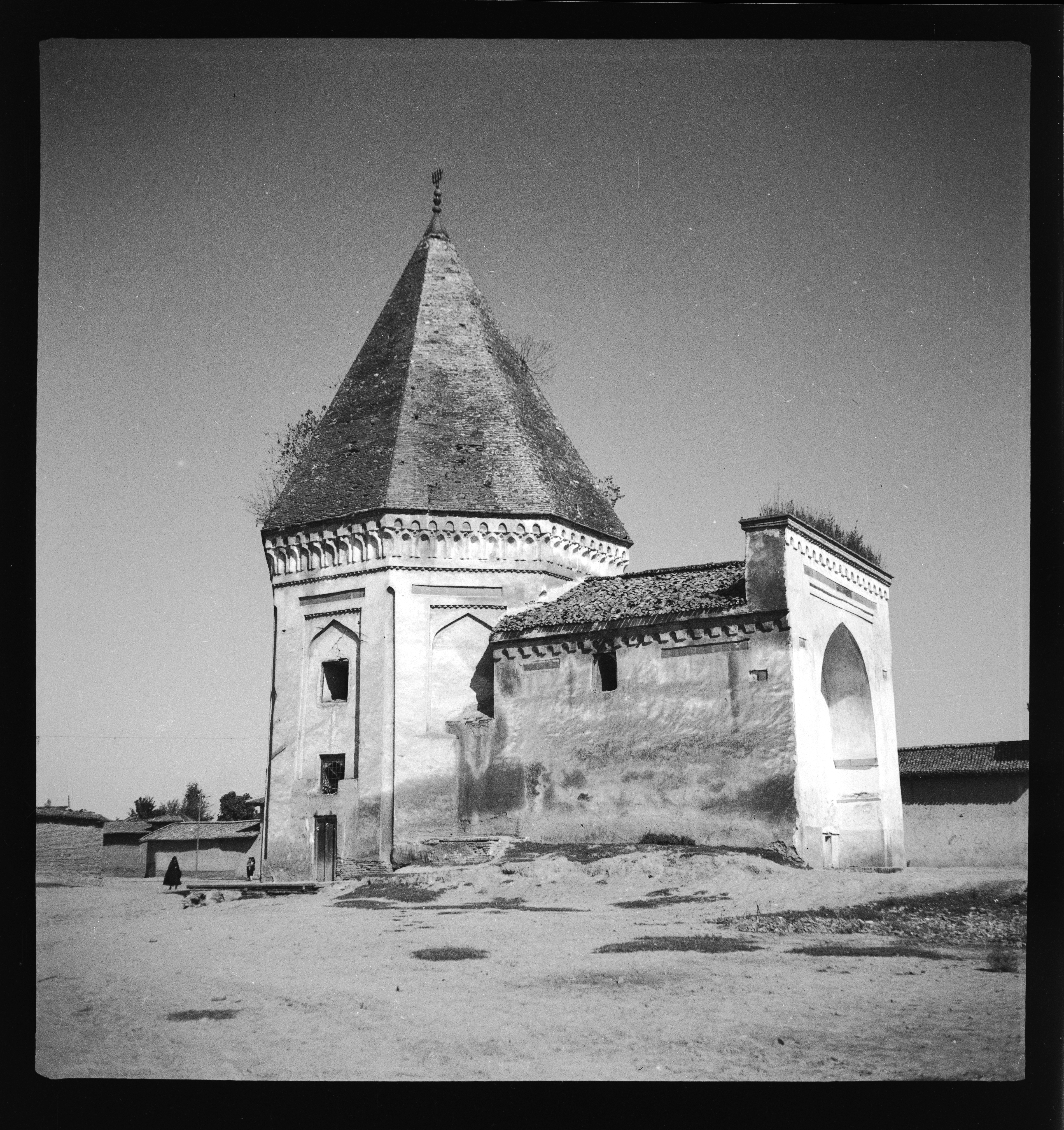
امامزاده قاسم بابل، سال ۱۳۱۴، از آنه ماری شوارتسنباخ

## اصالت
اگرچه این مکان به آرامگاه قاسم پسر موسی کاظم مشهور است، ولی مورخین در این موضوع اختلاف نظر دارند. اردشیر برزگر در بازدید میدانی خود از این مکان می‌نویسد:
«در محله‌ای به نام «آستانه» یا «کلاج‌مشهد» [کلاج‌مسجد] واقع است و می‌گویند آرام‌گاه قاسم بن موسی کاظم و برادرش حمزه در صحن آن جای دارد؛ ولی نگارنده نتیجه‌ای که دلالت بر حقیقت امر کند، ندیده‌ام.»
ژاک دو مورگان در بازدید خود از شهر بابل، «آستانه» را تنها بنای تاریخی شهر می‌نامد و پیشینهٔ آن را به حدود هزار سال پیش‌تر نسبت می‌دهد. وی همچنین از جالب بودن بنا و وجود آرام‌گاه ابوالقاسم پسر موسی کاظم در این بنا سخن می‌گوید. مورگان می‌نویسد که مازندرانی‌ها به این بنا «کلاغ‌مسجد» می‌گویند. وی دربارهٔ این بنا افسانه‌ای کهن می‌آورد:
«قبل از بنای این مسجد، منطقه خالی از سکنه و صحرایی بوده است. معهذا، در روی این جلگه که بر کنار رود بابل بوده، همه هفته یک بازار از حیوانات و محصولات آن‌ها که برای فروش از دهات مجاور می‌آمده‌اند، تشکیل می‌شده است. سکنه متوجه شده‌اند که در محلی که امروز مسجد بنا شده، کلاغ‌ها گروه‌گروه جمع می‌آیند. از این رو، زمین را حفر کرده، آثار و بقایای وجود امام را یافتند. در این وقت، مسجد را ساختند و شهر پیرامون آن استقرار یافت. بعداً دیگر حرم‌ها و عبادت‌گاه‌ها ساخته شده؛ اما همهٔ این عبادت‌گاه‌ها دارای همان خصایص مساجد جدید مازندران‌اند».
دو مورگان در جایی دیگر از کتاب خود، روایتی کمی متفاوت از این افسانه را می‌آورد:
«همه جای «بارفروش‌ده» [بابل کنونی] جنگل بود، آستانه و شهد ابن، آب بندان بود؛ خود آستانه نیز نیزاری بود که آب آن را فرا داشت. در میان آن تپه‌ای وجود داشت، هنگامی که مردم آمد و رفت می‌کردند، مشاهده می‌نمودند که تعداد کثیری کلاغ بر سر آن تپه جمع شده، قارقار می‌کنند. مردم همه به خود می‌گفتند که چرا در این‌جا کلاغ‌ها جمع هستند. تا این که مردی در خواب دید که این‌جا آستانه است. مردم این خبر را شنیدند، آمدند و در این‌جا قبری درست کردند و جمع شدند دور و اطراف آن مقبره، خانه ساختند. آنگاه، شاه که ملاحظه کرد مردم جمع شده و خانه ساختند و در آن جا قبری درست کردند، وی هم بر سر این قبر، گنبدی ساخت که نامش را کلاج مشهد (مشهد کلاغ) گذاشتند. این قبر و بارگاه را در هزار و ده سال پیش بنا نهادند».
«مزار کثیرالانوار امام‌زاده واجب‌التعظیم و التکریم امام‌زاده قاسم ابن امام‌الهمام امام محمدتقی علیه التحیة و الثناء واقع در بلدهٔ بارفروش‌ده که به تولیت مولانا علی نقی مقرر است، به موجب خطاب هیجده هزار و دویست دینار، از بابت مالیه ده جریب زمین شلتوک‌زار اربابی یازده هزار، از بابت راسته بازار بلدهٔ مذکور یومی بیست دینار هفت هزار و دویست دینار».— سند نخست، مجلهٔ «معارف اسلامی»
محمدتقی دانش‌پژوه در مجلهٔ «معارف اسلامی» دو سند متفاوت برای امامزاده قاسم می‌آورد که در نام پدر و محل گور تفاوت دارند. این دو سند از اسناد خانوادگی مهدی میرمیرانی هستند که در پایین آورده شده‌اند. سند نخست قاسم را فرزند محمد تقی، امام نهم شیعیان معرفی می‌کند که آرامگاه‌اش در «بارفروش‌ده» (بابل کنونی) است. سند دوم قاسم را فرزند موسی کاظم، امام هفتم شیعیان می‌داند که آرامگاه‌اش در «دابوی بزرگ» است.
عباس شایان، واژهٔ «کلاج مشهد» را که عنوان محلی این مزار بوده است مادهٔ تاریخ قتل امامزاده می‌داند و تاریخ قتل امامزاده را ۴۰۲ (قمری) می‌آورد. با این وجود واژهٔ «کلاج مشهد» به ابجد برابر ۴۰۳ می‌شود. از سویی دیگر، موسی کاظم بنابر روایت‌های گوناگون، در سال ۱۸۱ یا ۱۸۳ قمری درگذشته و فرزند دیگر او، علی بن موسی الرضا در سال ۲۰۳ درگذشته است. پس امکان‌پذیر نیست که قاسم فرزند دیگر موسی کاظم بوده باشد؛ چرا که در این صورت باید بیش از ۲۰۰ سال عمر کرده باشد. پس یا این ماده تاریخ نادرست است، یا این مکان آرامگاه قاسم نیست.

## بازسازی
در سال ۱۳۳۴، «حاج محمدعلی ایمانی» بنای آستانه را بازسازی کرد که این بازسازی آسیب‌های جدی را به بنای تاریخی امام‌زاده وارد کرده است. این آسیب‌ها را می‌توان به صورت زیر فهرست کرد:
1. کاشی‌های سدهٔ نهم ق؛ که روی آن عبارت «عمل سید علی‌ابن سیدکمال‌الدین آملی غفر الله ذنوبهما» نگاشته شده بود و یاسنت لویی رابینو در سال ۱۹۰۹ (میلادی) در بازدید از امام‌زاده این کاشی را دیده و متن‌اش را در سفرنامهٔ خود آورده بود،[۱۲] از بین رفتند.
2. کتیبهٔ گچی درون صحن آرام‌گاه را محو نمودند و روی آن، آیینه‌کاری کردند و عکس بانی بازسازی را گذاشتند.
3. نبشتهٔ سنگ گور کنار ضریح را که گفته می‌شد گور امام‌زاده حمزه است،[۲] با سیمان ماله‌داده پنهان کردند.
4. صندوق چوبی متحرک روی گور را که کار همان نجاز سازندهٔ صندوق درون ضریح است (در سال ۸۸۸ ق)، با اکلیل سفید رنگ کردند؛ به همین دلیل رنگ اصلی صندوق از بین رفته است.
5. بر روی در نفیس درون امام‌زاده که از شاهکارهای منبت‌کاری سدهٔ نهم (در سال ۸۰۹ ق) است، میخ‌های بزرگی کوبیدند و عکس برادر درگذشتهٔ بانی بازسازی و کسان دیگر را آویختند. این میخ‌کاری بخش بالای در را سوراخ کرده و از بین برده است.
6. در بخش شرقی آستانه، در کنار در ورودی امام‌زاده، سقاخانه‌ای ساختند که به نمای بیرونی در و گنبد آسیب زده است.
7. کاشی‌های بالای نمای بیرونی صحن بیرونی را که برای سدهٔ نهم قمری بوده از بین بردند و به جای آن کاشی‌های تازه‌ای نصب کردند که نام بانی بازسازی و تاریخ بازسازی روی‌شان حک شده است.
8. در بالای صحن خارجی درب شرقی کتیبه‌ای آویخته‌اند که این متن را بر خود دارد: «کاشی‌کاری و تعمیر مسجد امام‌زاده قاسم را حاج محمدعلی ایمانی فرزند مرحوم محمدمهدی اصفهانی نمود در سال ۱۳۳۳ ش، مطابق با ۱۳۷۳ ق».
9. بالای گنبد در درون و هم‌چنین بر روی گور پهلویی، نوشتهٔ گچی که در بالا و نیز نوشتهٔ سنگی که در پایین روی گور بوده، پاک کردند.

## نگارخانه

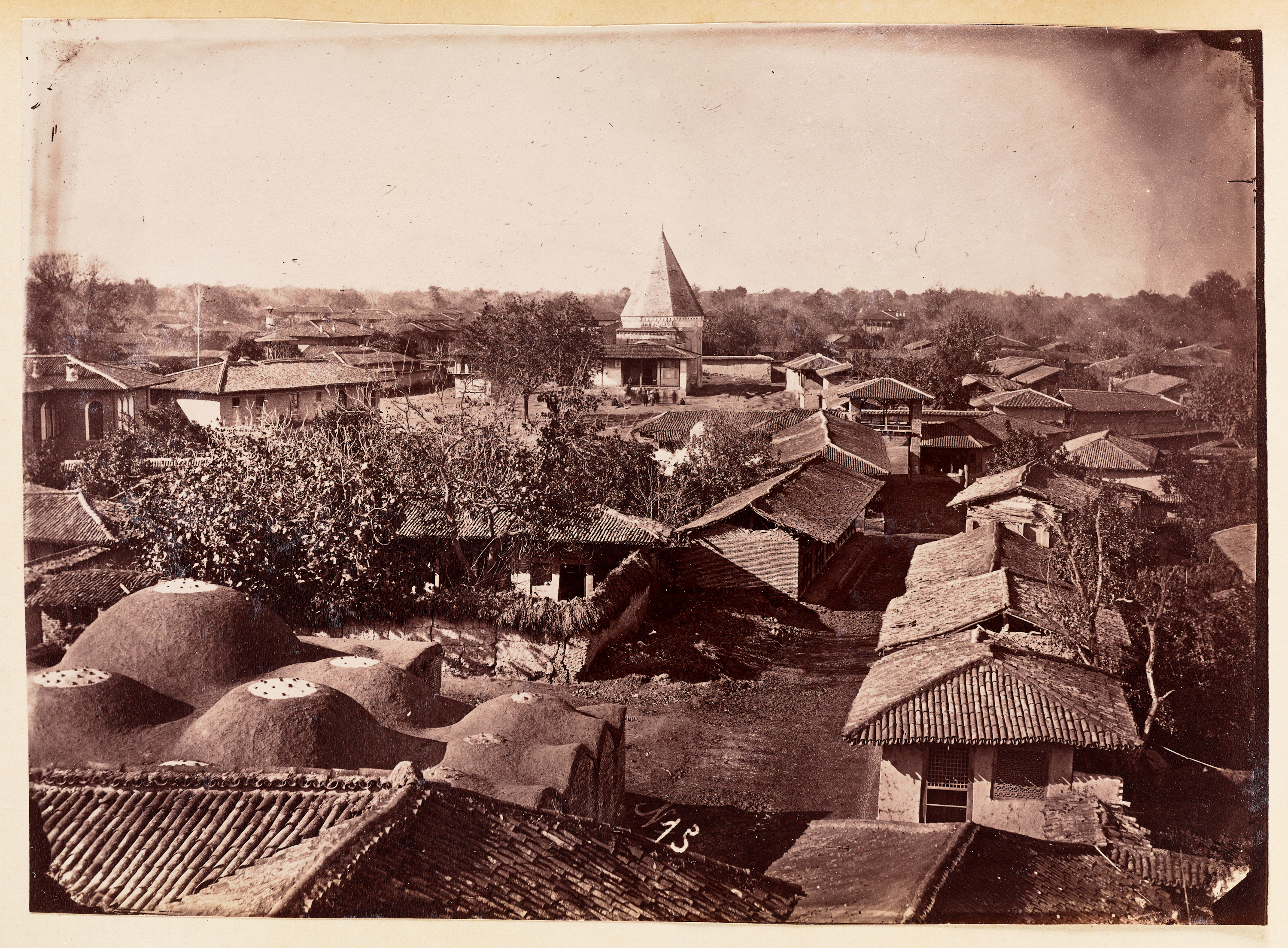
دورنمای بابل و امامزاده قاسم، اواخر سدهٔ ۱۹ میلادی
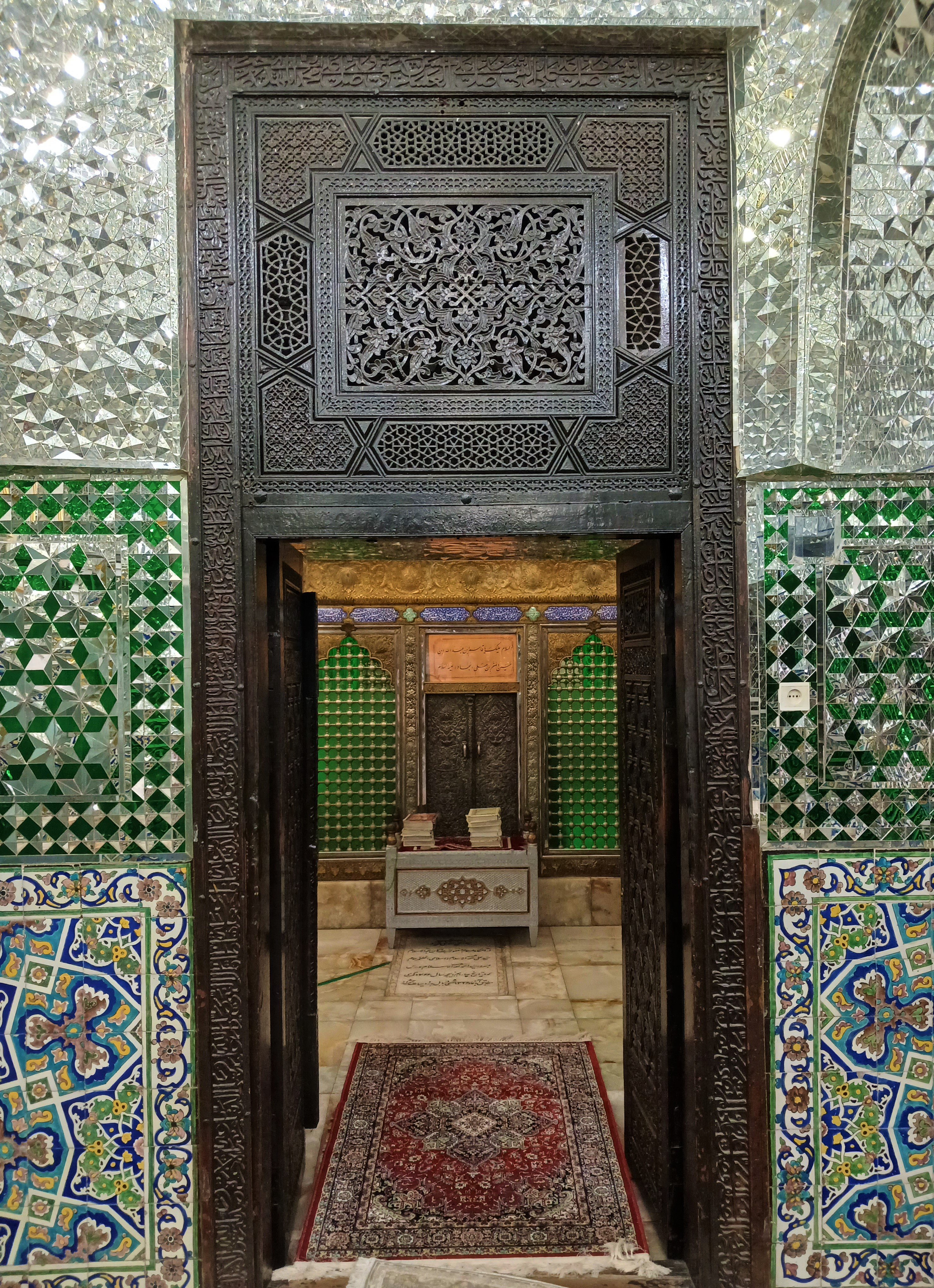
در چوبی قدیمی امامزاده با منبت‌کاری‌های روی آن